# 斯塔尼奇涅 (大皮薩里夫卡區)
50°29′42″N 35°22′27″E / 50.49500°N 35.37417°E
斯塔尼奇內（烏克蘭語：Станичне）是位於烏克蘭東北部的村莊，由蘇梅州奥赫蒂尔卡区的大皮薩里夫卡市鎮負責管轄。該村處於沃爾斯克拉河右岸，分別距離波日尼亞2公里和波皮夫卡2.5公里，海拔高度123米，2001年人口114。